# Poecilium ahenum
Poecilium ahenum là một loài bọ cánh cứng trong họ Cerambycidae.